# Louis de la Bardonnie
Louis Faurichon de la Bardonnie, né le 16 octobre 1902 à Saint-Antoine-de-Breuilh où il meurt le 2 juillet 1987, propriétaire viticulteur dans cette commune de Dordogne, est un résistant français de la Seconde Guerre mondiale. Il s'est illustré sous les pseudonymes « Isabelle », mais aussi « Gaston » ou encore « Le Baron ». Son épouse, née Denise Potier le 1er septembre 1906 à Saint-Maur-des-Fossés (Val-de-Marne) et morte le 29 juin 1985, entrera aussi dans la résistance en novembre 1940.

## Biographie
Louis Faurichon de la Bardonnie est né dans une famille d'ancienne bourgeoisie originaire du Périgord, issue d'Hélie Fourichon, fermier général des rentes de Peyrouse en 1572. De cette famille sont issues trois branches dont on ne connaît pas bien la jonction, écrit Gustave Chaix d'Est-Ange. Hélie Jean Noël Faurichon de la Bardonnie (1739-1781), gendarme de la garde ordinaire du roi, mais aussi Antoine Faurichon de la Bardonnie (mort après 1749), qui était officier de la Maison du roi, chevalier de Saint-Louis.

## Carrière
Louis de la Bardonnie s'engage dans la résistance dès le mois de juin 1940.
À Saint-Antoine-de-Breuilh, il crée ce qui va devenir la Confrérie Notre-Dame (CND). Avec ses amis Paul Armbruster (alias « Alaric »), du Fleix, Pierre Beausoleil (alias « Pierrot ») et sa femme Simone, l'Abbé de Dartein, le docteur Gaston Pailloux de Puisseguin (alias « Alceste »), Paul Dungler et quelques autres, il récolte de nombreuses informations précieuses pour les Alliés.
À la fin du mois de novembre 1940, le colonel Rémy le recrute afin de développer et organiser ce qui va devenir le réseau CND-Castille.
Louis de la Bardonnie organise les points de passage à la ligne de démarcation. Il est à l'origine de la création des sous-réseaux de Bordeaux et de Brest. Son château de La Roque abrite un grand nombre de résistants.
Le premier poste émetteur de la France libre est mis en service au château de La Roque en février 1941. La première liaison radio avec Londres a lieu le 17 mars 1941.
Récit du colonel Rémy : « Loustaunau possède dans les faubourgs d'Oloron une maison de campagne inhabitée, où Pierre Fourcault a fait transporter Roméo enfin réparé. L'opérateur Laroche est venu de Sainte-Foy. Il tente d'établir le contact, mais son essai ne donne rien. Je le prie d'examiner mon poste. Celui-ci a également été très secoué par le voyage et a besoin d'une révision. Fourcault se charge de le faire transporter à Marseille où on le mettra au point.
Je laisse Édith à Oloron. Chacun, à l'hôtel, est plein d'attentions pour elle et les enfants. Je pars avec Fourcault et Laroche. Nous allons voir si nous sommes plus heureux pour notre émission chez notre ami La Bardonnie à La Roque.
Deux jours plus tard, à l'heure prévue pour le contact, dans la chambre qui lui a été dévolue et où il a tendu son antenne, Laroche appelle Londres. Pierre Fourcault et moi sommes près de lui, avec Louis de la Bardonnie qui nous a demandé la faveur d'être présent. Nous lui devons bien ça. Nous sommes très anxieux car tout l'avenir immédiat de nos réseaux respectifs dépend de ce contact radiotélégraphique, le premier qui sera pris de France entre un réseau FFL et Londres.
Laroche émet à plusieurs reprises l'indicatif de Roméo, puis passe à l'écoute.
Après un silence, nous entendons distinctement « tu-tu-tu...tu-tu-tu... » Laroche, qui a son casque sur les oreilles, relève la tête, nous regarde et dit : « Ce sont eux. » Le contact est pris. Laroche commence à passer son premier télégramme. Pierre Fourcault et moi nous nous regardons en souriant, sans mot dire. »
Dénoncé par l'un des membres du réseau Alliance (les archives du BCRA évoquent la possibilité qu'il s'agisse de Laroche dans un courrier du 19 novembre 1941, ce même Laroche opérateur de la radio utilisée par Rémy chez La Bardonnie), Louis de la Bardonnie est arrêté le 16 novembre 1941. Il est interrogé, interné au camp de Mérignac (centre de séjour surveillé CSS de Pichey Beaudésert), puis au camp de Mauzac (Dordogne) et finalement libéré au printemps 1942 faute de preuves.
En 1943, il échappe de peu à la Gestapo, après qu'un ancien agent de la Confrérie Notre-Dame, Pierre Cartaud, dit « Capri », devenu agent de la Gestapo, a commandé son arrestation, dans l'espoir d'obtenir de nouvelles preuves. L'ancien père spirituel de Capri, Jean-François Fleuret, également appelé « Espadon », arrêté et détenu à la prison de Fresnes, ayant entendu l'ordre transmis à des agents de la Gestapo, parvient à glisser un message dans le linge qu'il envoie à sa femme, lui ordonnant de prévenir La Bardonnie de toute urgence. Ce dernier est averti à temps, et doit fuir sa terre natale. Il rejoindra, des mois durant, et jusqu'à la Libération, plusieurs mouvements de résistance différents, participant à de nombreuses actions de sabotage.
Début 1944, il échappe une nouvelle fois à une arrestation, lorsqu'un agent de la Gestapo le prie de descendre du train dans lequel il voyageait. La Bardonnie présente alors une fausse carte de contrôleur de la SNCF, mais le subterfuge ne fonctionne pas. Alors qu'un garde le conduit jusqu'en cellule, accompagné d'un second prisonnier, La Bardonnie parvient à le neutraliser et à prendre la fuite. Il poursuivra le combat jusqu'à la bataille de Rocamadour où, blessé au combat, il doit prendre du repos, et se voit confier la tâche de surveiller les prisonniers allemands. Devenu lieutenant FFI, il décide de faire tondre le crâne et de peindre le visage des prisonniers, de plus en plus affluents, afin d'éviter toute tentative d'évasion.
Il meurt le 2 juillet 1987.

## Témoignage
Louis de la Bardonnie a témoigné de son expérience de résistant dans :
- Harry Roderick Kedward (Rod Kedward), Naissance de la Résistance de Vichy, idées et motivations 1940-1942, avant-propos de Jean-Pierre Azéma, collection Époques, Champ Vallon, 1989, p. 258 &s.

## Reconnaissance

### Distinctions
- Commandeur de la Légion d'honneur
- Croix de guerre 1939–1945 avec palmes
- Médaille de la Résistance française avec rosette par décret du 24 avril 1946[11]

### Odonyme

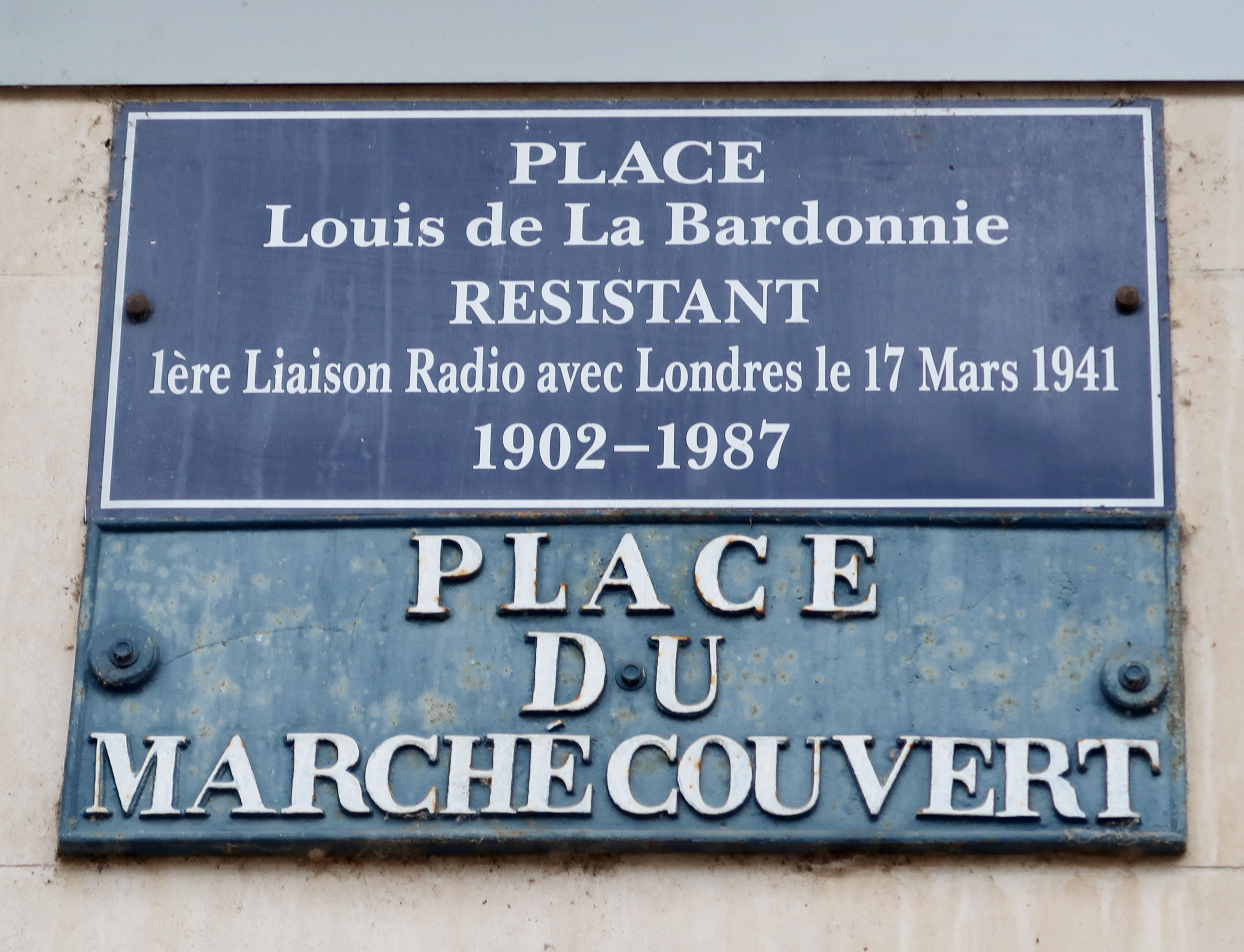
Plaque de la place Louis-de-la-Bardonnie à Bergerac.

C'est en son honneur que, le 24 août 1997, la ville de Bergerac (Dordogne) a donné le nom de Louis de la Bardonnie à l'une de ses places (ancienne place du Marché-Couvert).

## Sources
- La Confrérie Notre-Dame-Castille
- La ligne de démarcation
- Rémy, Mémoires d'un Agent secret de la France libre, juin 1940-juin 1942, Raoul Solar, 1947.